# Johann Plenge
Johann Max Emanuel Plenge, född 7 juni 1874 i Bremen, död 11 september 1963 i Münster, var en tysk statsvetare och socialdemokrat.
Plenge, som var professor i statsvetenskap vid Wilhemsuniversitetet i Münster, är mest känd för boken 1789 und 1914: die symbolischen Jahre in der Geschichte des politischen Geistes (svenska: "1789 och 1914. De symboliska årtalen i den politiska andans historia"), utgiven 1916. I boken gör han en historiefilosofisk jämförelse mellan de två ödesmättade årtalen: 1789 års idéer om frihet, jämlikhet och broderskap, och 1914 års idéer.
Plenge betraktade det världskrig som utbröt 1914 som det tredje stora religionskriget i Europas historia. Trettioåriga kriget hade haft sina rötter i reformationen och hade inneburit en kamp mellan protestantismen och katolicismen. Revolutionskrigen och Napoleonkrigen hade varit en följd av franska revolutionen och var en kamp för och emot 1789 års idéer. 
År 1789 hade idéerna handlat om frihet och jämlikhet, 1914 stod "organisationernas" idéer. I denna kamp var Tyskland den revolutionära, socialistiska makten som skulle övervinna 1800-talets liberalism och individualism.